# 30033 Kevinlee
30033 Kevinlee è un asteroide della fascia principale. Scoperto nel 2000, presenta un'orbita caratterizzata da un semiasse maggiore pari a 2,2686133 UA e da un'eccentricità di 0,0712682, inclinata di 1,91130° rispetto all'eclittica.